# Barkowo (województwo dolnośląskie)
Barkowo (do 1945 niem. Bargen) – wieś w Polsce położona w województwie dolnośląskim, w powiecie trzebnickim, w gminie Żmigród.
| SIMC    | Nazwa     | Rodzaj         |
| ------- | --------- | -------------- |
| 0883979 | Barkówko  | przysiółek wsi |
| 0883985 | Szydłów   | przysiółek wsi |
| 0883962 | Wierzbina | przysiółek wsi |

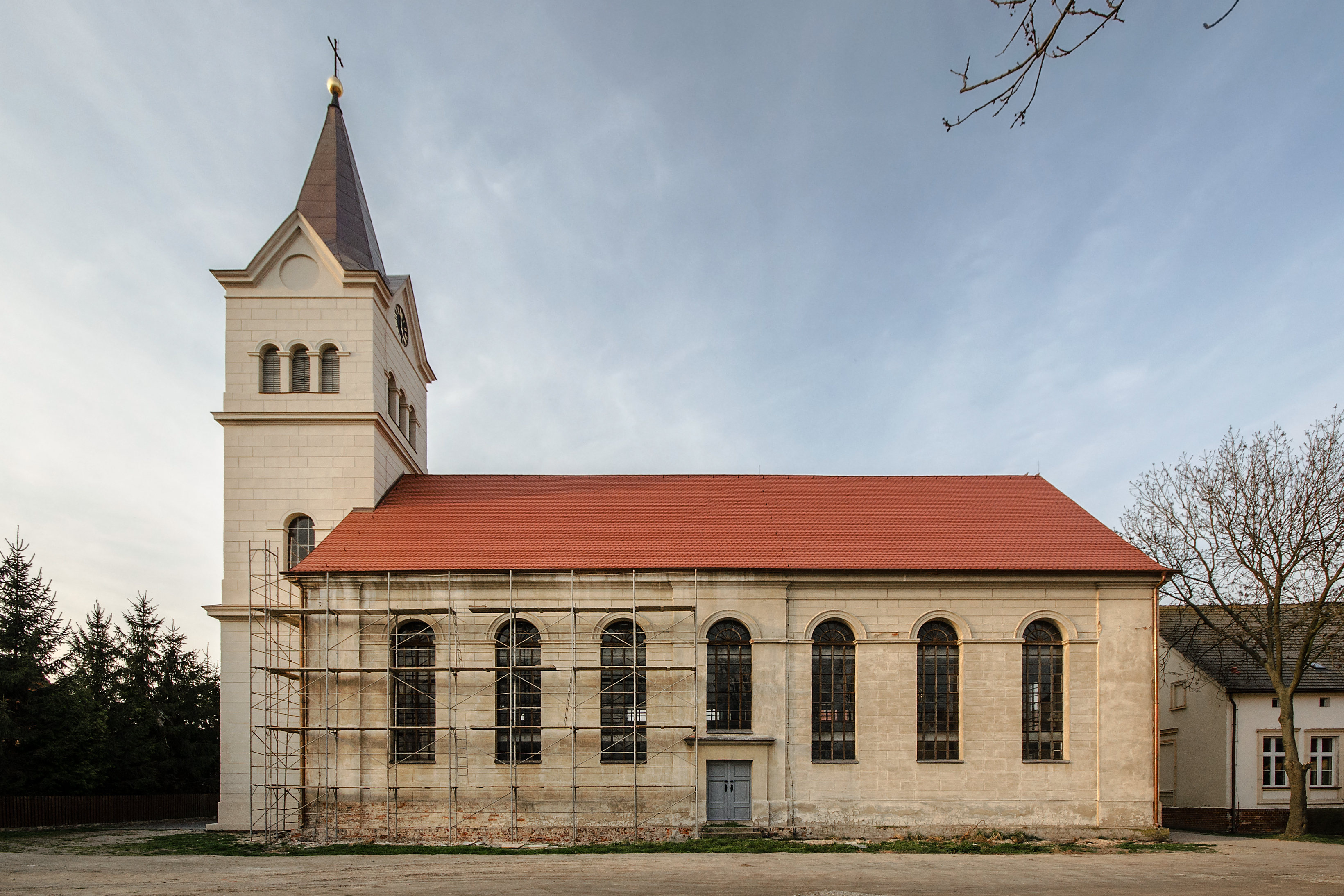
Kościół św. Antoniego, dawny ewangelicki

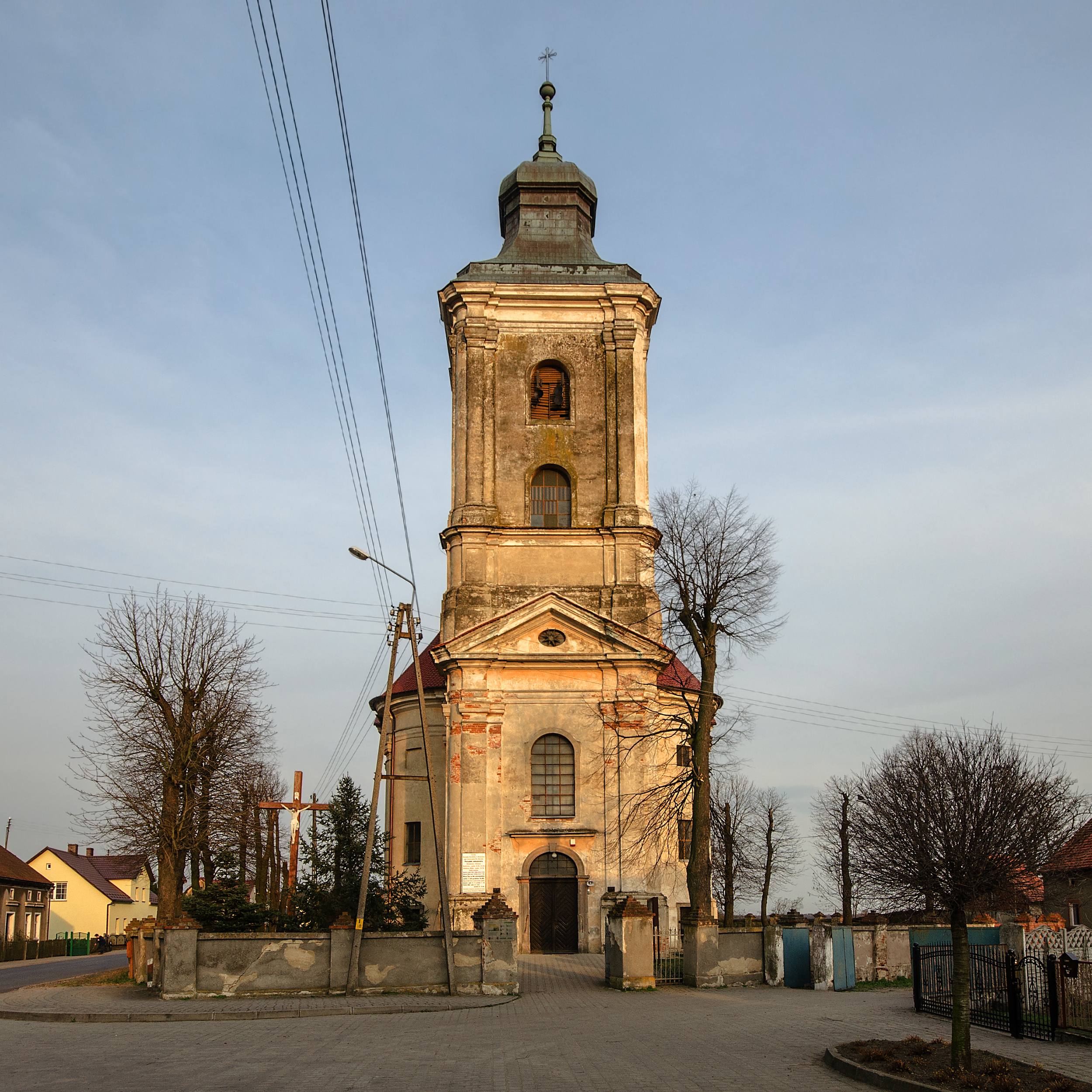
Kościół św. Marcina

W latach 1954–1972 wieś należała i była siedzibą władz gromady Barkowo. W latach 1975–1998 miejscowość administracyjnie należała do województwa wrocławskiego.
Obecna nazwa została administracyjnie zatwierdzona 12 listopada 1946.
Do wojewódzkiego rejestru zabytków wpisany jest:
- kościół parafialny pw. św. Marcina, z 1783 r.
- dawny kościół ewangelicki, obecnie kościół filialny pw. św. Antoniego